# Antonia Urrejola
Antonia Urrejola Noguera, née le 13 novembre 1968 à Santiago du Chili, est une avocate et femme politique chilienne. Elle est ministre des Affaires étrangères de 2022 à 2023.

## Biographie

### Jeunesse et formation
Elle est la fille de Carlos Urrejola Dittborn et de María Inés Noguera Echenique, qui descendent respectivement des anciens présidents chiliens Francisco Antonio Pinto et José Joaquín Prieto.
Elle suit des études de droit à l'université du Chili et possède un diplôme en droits humains et justice transitionnelle.
Elle est mariée avec Cristián Franz Thorud, ministre de l'Environnement lors du second mandat de Michelle Bachelet.

### Conseillère d'organisations interaméricaines
Entre 2003 et 2005, elle est conseillère aux droits de l'homme auprès du ministère chilien de l'Intérieur, où elle est chargée du programme des droits de l'homme et les questions de mémoire, en plus d'être membre de la Commission spéciale des peuples indigènes et liée au ministère des Biens nationaux.
Entre 2006 et 2011, elle est la principale conseillère du secrétaire général de l'Organisation des États américains (OEA) notamment concernant les questions relatifs aux droits de l'homme.
En 2017, elle est l'une des trois candidates choisies par l'Assemblée générale de l'OEA pour rejoindre la Commission interaméricaine des droits de l'homme où elle siège de 2018 à 2021, elle est élue rapporteure sur le droits des peuples autochtones. 
Elle rédige également des rapports sur le Brésil, Cuba, la Jamaïque, Trinité-et-Tobago et l'Uruguay, elle participe à sensibiliser l'organisation sur la question des droits de l'homme à Cuba.

### Présidente de la CIDH
Le 15 mars 2021, elle succède à Joel Hernández à la présidence de la CIDH, à la tête du premier conseil d'administration de la Commission composé exclusivement de femmes.
Elle est connue pour ses critiques envers le Venezuela et le Nicaragua.
En juin 2021, elle présente un rapport à l'OEA, avertissant qu'au Nicaragua il y a un « approfondissement » de la crise des droits de l'homme avec « de graves conséquences politiques et démocratiques », dénonçant qu'à ce jour plus de 124 personnes restaient arbitrairement détenues, dont cinq candidats à la présidentielle, notamment : Cristiana Chamorro, Arturo Cruz, Félix Maradiaga, Juan Sebastián Chamorro et Miguel Mora.
En novembre 2021, elle présente sa candidature à sa réélection comme commissaire, mais elle n'obtient pas de second mandat.

### Ministre des Affaires étrangères
Le 24 janvier 2022, elle est nommée ministre des Affaires étrangères par Gabriel Boric, président élu du Chili, et entre en fonction immédiatement après lui le 11 mars 2022.
Après un an en fonction, elle remet sa démission à la suite de nombreuses polémiques.